# ВВЭР-440
ВВЭР-440 — водо-водяной энергетический реактор мощностью (электрической) 440 МВт, разработанный в СССР.
Разработчик ОКБ «Гидропресс» (г. Подольск Московской области). Научный руководитель — Курчатовский институт. Первоначально планировался на электрическую мощность 500 МВт, но из-за отсутствия подходящих турбин был переделан на 440 МВт (2 турбины К-220-44 ХТГЗ по 220 МВт). В настоящее время у некоторых энергоблоков за счёт модернизации номинальная мощность увеличена до 475 МВт (Кольская АЭС, Россия) и на 510 МВт (АЭС Ловииса, Финляндия).

## ТТД
| Характеристика                        | ВВЭР-440 |
| ------------------------------------- | -------- |
| Тепловая мощность реактора, МВт       | 1375     |
| К. п. д. (брутто), %                  | 32,0     |
| Давление пара перед турбиной, атм     | 44,0     |
| Давление в первом контуре, атм        | 125      |
| Температура воды, °C:                 |          |
| на входе в реактор                    | 269      |
| на выходе из реактора                 | 300      |
| Диаметр активной зоны, м              | 2,88     |
| Высота активной зоны, м               | 2,50     |
| Диаметр ТВЭЛа, мм                     | 9,1      |
| Число ТВЭЛов в кассете                | 126      |
| Загрузка урана, т                     | 42       |
| Среднее обогащение урана, %           | 3,5      |
| Среднее выгорание топлива, МВт-сут/кг | 28,6     |

## Характеристика реактора ВВЭР-440
Активная зона ВВЭР-440 набрана из 349 шестигранных кассет, часть которых используется как рабочие органы СУЗ. Внутри кожуха кассеты смонтировано по треугольной решётке 126 стержневых тепловыделяющих элементов (ТВЭЛ)  диаметром 9,1 мм. Сердечник ТВЭЛа (спечённая двуокись урана с обогащением 3,5 %), диаметром 7,5 мм заключён в оболочку толщиной 0,6 мм. Материал кожуха кассеты и оболочки ТВЭЛа — цирконий, легированный ниобием (1 %).
ВВЭР-440 работает в режиме 4—6 частичных перегрузок кассет за кампанию, длящуюся примерно 3—6 лет. Через каждые 280—290 сут в ВВЭР-440 заменяется 1/4—1/6 часть кассет. Сначала кассеты удаляют из центральной области активной зоны, а на их место переставляют кассеты с периферии активной зоны. Освобождённые места на периферии активной зоны заполняют свежими кассетами. Перегрузка кассет производится под защитным слоем воды толщиной 5 м, ослабляющим дозу излучения в реакторном зале ниже предельно допустимой.
В настоящее время для реакторов ВВЭР (и РБМК) разработано топливо с выгорающим поглотителем нейтронов (гадолиний, эрбий — для ВВЭР, эрбий — для РБМК) который позволяет больше обогащать свежее топливо, и иметь больший запас реактивности в течение топливной кампании, что позволяет использовать одну кассету с топливом не 3—4 года, а 5—6 лет при практически равной стоимости, что позволяет снизить затраты на топливо примерно на 40 %.
Мощностный коэффициент реактивности ВВЭР — отрицательная величина. На Нововоронежской АЭС он используется для увеличения интервала между перегрузками кассет во время максимального потребления электроэнергии осенью и зимой. Перед частичной перегрузкой реактор переводят на некоторое время в режим саморегулирования. Мощность реактора медленно понижается, вследствие чего освобождается реактивность. Она и расходуется на компенсацию дополнительного выгорания топлива.
Активная зона ВВЭР-440 размещена в толстостенном корпусе из стали. Он имеет наружный диаметр 3,8 м, высоту 11,2 м и рассчитан на работу под давлением 125 атм. В корпусе имеется два ряда патрубков для входа и выхода теплоносителя. Сверху корпус закрывается крышкой.
На внутреннюю стенку корпуса падают нейтронное и γ-излучение. От дозы излучения зависят изменение свойств материала корпуса и термические напряжения в корпусе. Поэтому дозу излучения в корпусе снижают водным и стальным экранами, расположенными между активной зоной и корпусом. Толщина водного экрана равна 20 см, стального — 9 .
СУЗ ВВЭР-440 имеет две независимые системы: систему АРК и систему борного регулирования. Первая система из 37 АРК обеспечивает управление реактором в нестационарных режимах и выключение реактора. Нижним ярусом АРК служит кассета с ТВЭЛами. Верхний ярус АРК заполнен элементами из бористого сплава. АРК укреплены на штоках, выходящих наверх через крышку корпуса. Они перемещаются в вертикальном направлении электродвигателями и в аварийных случаях сбрасываются в нижнюю часть корпуса. После сбрасывания место топливного яруса АРК в активной зоне занимает поглотитель из бористого сплава.
Медленные изменения реактивности (выгорание ядерного топлива, отравление, шлакование и др.) компенсирует система борного регулирования. Применение системы борного регулирования упростило СУЗ реактора, и количество АРК уменьшилось с 73 (ВВЭР-365) до 37 (ВВЭР-440).
Схема энергоблока с реактором ВВЭР-440 состоит из двух контуров, первый из которых относится к реакторной установке, а второй - к паротурбинной. В первом контуре циркулирует вода под давлением 125 атм. Вода с температурой 269 °C поступает в кольцевую щель между стенкой корпуса и активной зоной и опускается вниз. Затем она движется вверх и, охлаждая ТВЭЛы, нагревается до 300 °C. В парогенераторах отведённое от реакторов тепло расходуется на получение насыщенного пара (давление 44 атм, температура 257 °C), вращающего турбогенераторы.

## Реакторные установки с реактором ВВЭР-440
Существует несколько проектов реакторных установок на ВВЭР-440, отличающиеся, в основном, компоновками аппаратных отделений и системами безопасности.

### Реакторная установка ВВЭР-440 В-230
- В179 — 3, 4 блоки Нововоронежской АЭС (Россия);
- В230 — 1, 2 блоки Кольской АЭС (Россия);
- 1, 2, 3, 4 блоки АЭС Козлодуй (Болгария);
- 1, 2, 3, 4 блоки АЭС Грайфсвальд (Германия);
- 1, 2 блоки АЭС Богунице (Словакия);

Реакторные установки проекта В230 первоначально не имели гидроёмкостей САОЗ, 2 комплектов аварийных защит, поканального разделения систем безопасности и электропитания, поэтому не соответствовали ПБЯ, ужесточённым после Чернобыльской аварии. После проведения реконструкции, первоначальный проект подвергся серьёзным изменениям с целью добиться выполнения современных требований ПБЯ. Единственное серьёзное отличие модернизированного проекта В230 от В213 — установка струйно-вихревого конденсатора (СВК) для защиты от чрезмерного повышения давления в гермообъёме, вместо шахты локализации аварии (ШЛА) и отсутствие гидроёмкостей САОЗ, функцию которых выполняют аварийные питательные насосы (АПН) и дизельная насосная установка (на Кольской АЭС).

### Реакторная установка ВВЭР-440 В-213
- 3, 4 блоки Кольской АЭС (Россия);
- АЭС Пакш (Венгрия);
- АЭС Дукованы (Чехия);
- 1, 2 блоки АЭС Ловииса (Финляндия);
- 3, 4 блоки АЭС Богунице (Словакия);
- 1, 2 блоки Ровенской АЭС (Украина);
- 5, 6, 7, 8 блоки АЭС Грайфсвальд (Германия)

В более позднем проекте реакторной установки В213 присутствует 3 канала системы безопасности, включающие пассивную систему аварийного охлаждения активной зоны (САОЗ). Реакторные установки этого проекта практически полностью соответствуют современным требованиям правил ядерной безопасности (ПБЯ).

### Реакторная установка ВВЭР-440 В-270
- В-270 — 1, 2 блоки Армянской АЭС (Армения).

Проект В-270 разрабатывался с учётом сейсмичности площадки строительства. Основой для него был проект В-230.

### Реакторная установка ВВЭР-440 В-356
- В-356 — 3, 4 блоки АЭС Ловииса (Финляндия)

С гермооболочкой, недостроенные.

### Реакторная установка ВВЭР-440 В-318
- В-318 — 1, 2 блоки АЭС Хурагуа (Куба).

Проект В-318 разрабатывался на экспорт, с гермооболочкой. Основой для него был проект В-213 и В-356. 1-й энергоблок был практически готов, за исключением АСУ ТП, которую должен был монтировать Siemens, но по экономическим причинам этого так и не смогли осуществить. В 1992 году строительство было остановлено.

### Реакторная установка ВВЭР-440 В-213М
Модернизированная версия В-213 с защитной оболочкой и льдом конденсатора в 1993 году, недостроенные.

### Реакторная установка ВВЭР-440 В-213+
Модернизированная версия В-213, 3, 4 блоки на АЭС Моховце.

## АЭС с ВВЭР-440
- 3 и 4 блоки Нововоронежской АЭС (Россия) — блок 3 остановлен
- Кольская АЭС (Россия)
- 1 и 2 блоки (дубльблок) Ровенской АЭС (Украина)
- АЭС Ловииса (Финляндия)
- 1, 2, 3, 4 блоки АЭС Козлодуй (Болгария) — все блоки остановлены
- 1, 2, 3, 4, 5 блоки АЭС Грайфсвальд (Германия) — остановлена после объединения Германии
- АЭС Пакш (Венгрия)
- АЭС Дукованы (Чехия)
- 1, 2, 3, 4 блоки АЭС Богунице (Словакия) — блоки 1, 2 остановлены
- 1 и 2 блоки Армянской АЭС (Армения) — блок 1 остановлен
- 1 блок АЭС Моховце (Словакия) — пущен в октябре 1998
- 2 блок АЭС Моховце (Словакия) — пущен в марте 2000

## Реконструкция АЭС с ВВЭР-440
В настоящее время все РУ проекта В-230 на территории России путём реконструкции, обошедшейся примерно в 25 млн евро/1 блок, приведены в соответствие современным требованиям правил ядерной безопасности. В результате чего Ростехнадзор продлил их эксплуатацию на 15 лет.
В настоящее время планируется провести реконструкцию РУ проекта В-213, при этом, кроме замены автоматики, планируется заменить часть цилиндров низкого давления турбин и за счёт поднятия их КПД увеличить мощность блока до 510 МВт. Срок эксплуатации при этом планируется продлить на 20 лет.